# Challenger de Fürth

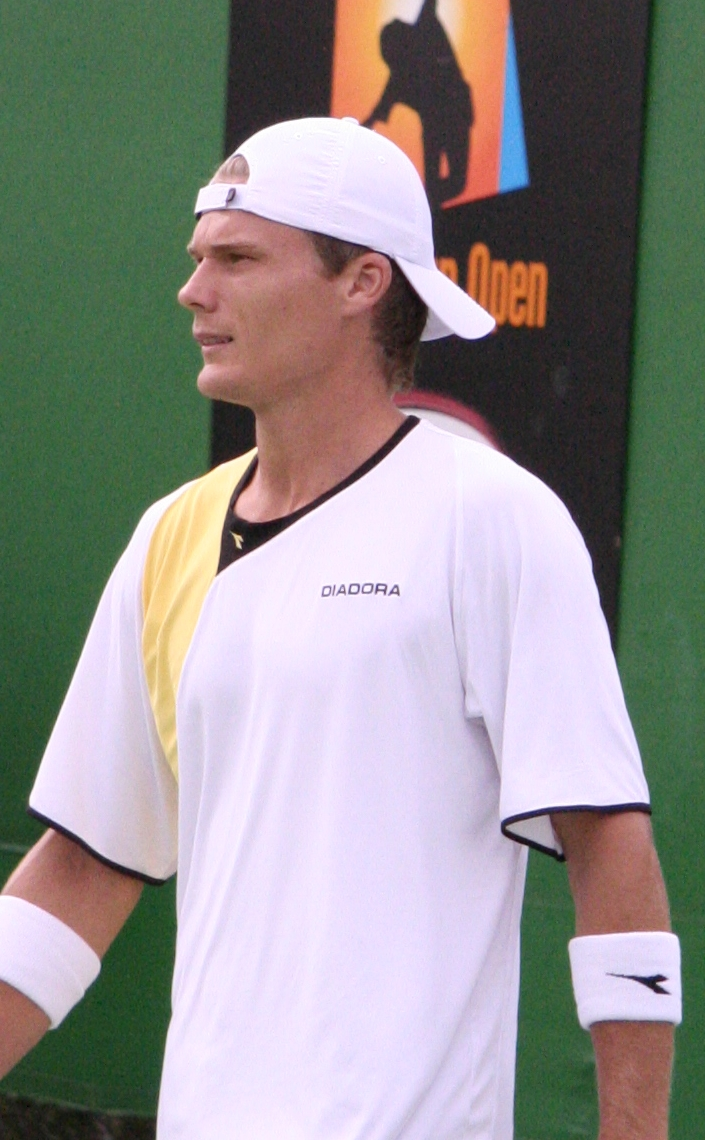
El australiano Peter Luczak, campeón de las ediciones 2007 y 2009 en individuales.

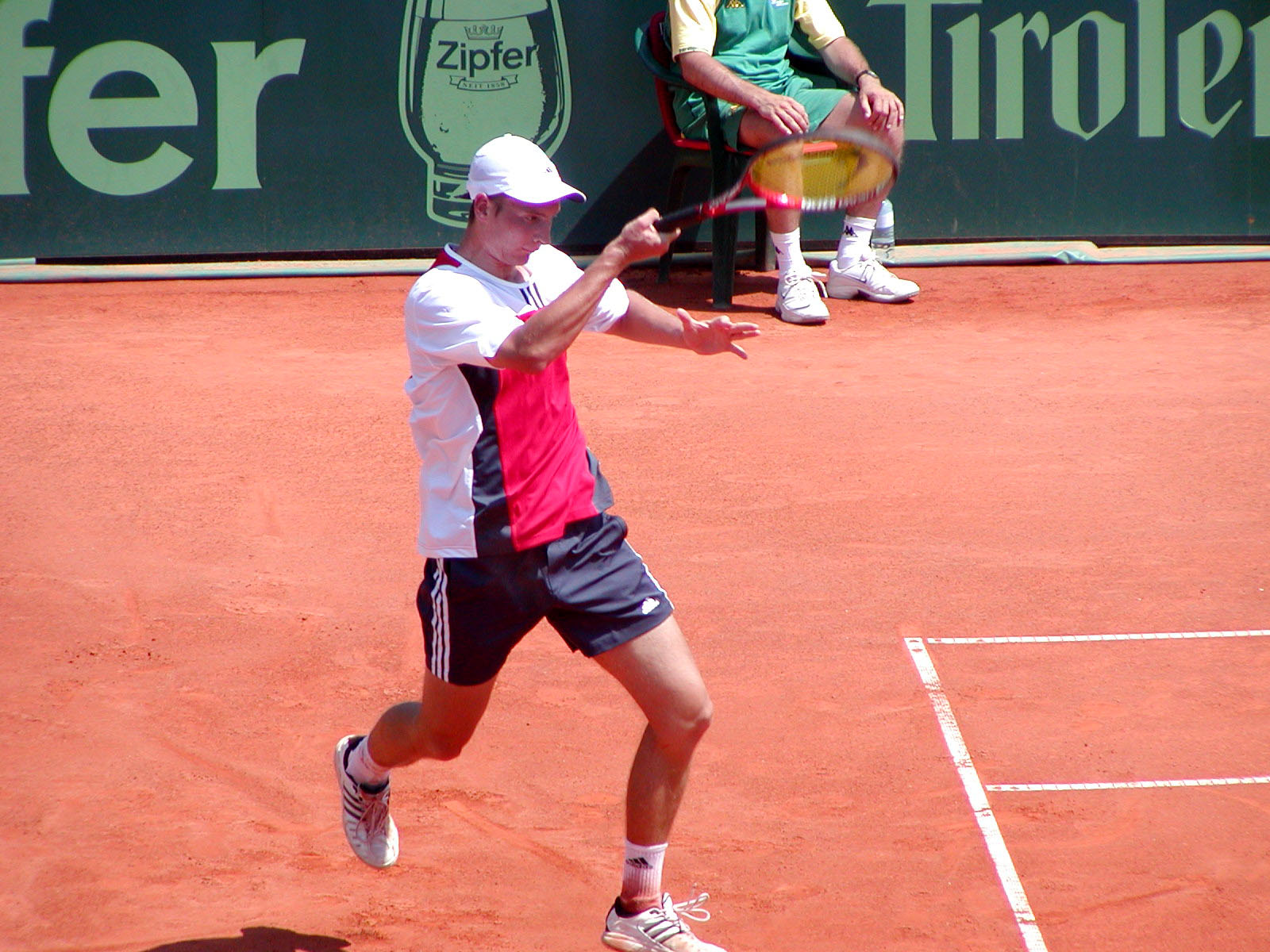
El tenista local Florian Mayer campeón de individuales en el año 2006

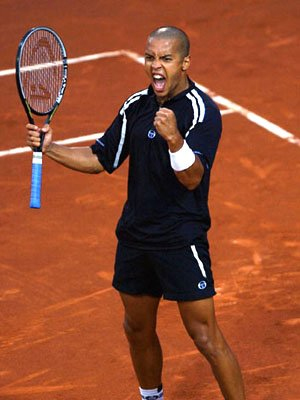
El marroquí Hicham Arazi venció en la final de individuales del 1996 a Andrei Chesnokov

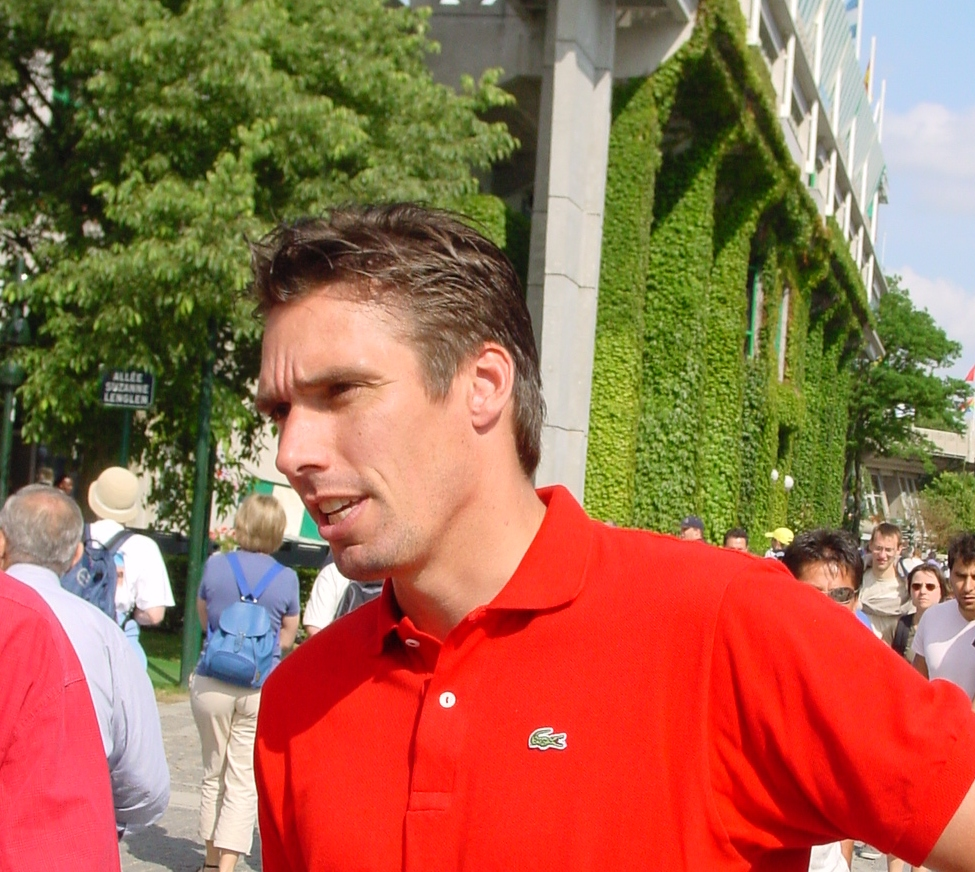
El tenista alemán Michael Stich campeón en dobles en el año 1988 junto a Martin Sinner

El Franken Challenge es un torneo profesional de tenis disputado en pistas de polvo de ladrillo.Pertenece al ATP Challenger Series. Se juega desde el año 1987 sobre tierra batida , en Fürth, Alemania.

## Palmarés

### Individuales
| Año  | Campeón                | Finalista              | Resultado        |
| ---- | ---------------------- | ---------------------- | ---------------- |
| 2016 | Radu Albot             | Jan-Lennard Struff     | 6–3, 6–4         |
| 2015 | Taro Daniel            | Albert Montañés        | 6–3, 6–0         |
| 2014 | Tobias Kamke           | Iñigo Cervantes Huegun | 6-3, 6-2         |
| 2013 | João Sousa             | Wayne Odesnik          | 3-6, 6-3, 6-4    |
| 2012 | Blaž Kavčič            | Sergiy Stakhovsky      | 6–3, 2–6, 6–2    |
| 2011 | João Sousa             | Jan-Lennard Struff     | 6–2, 0–6, 6–2    |
| 2010 | Robin Haase            | Tobias Kamke           | 6–4, 6–2         |
| 2009 | Peter Luczak           | Juan Pablo Brzezicki   | 6–2, 6–0         |
| 2008 | Daniel Köllerer        | Santiago Giraldo       | 6–1, 6–3         |
| 2007 | Peter Luczak           | Fabio Fognini          | 4–6, 6–2, 6–2    |
| 2006 | Florian Mayer          | Torsten Popp           | 6–3, 6–1         |
| 2005 | Albert Portas          | Philipp Kohlschreiber  | 7–6(5), 6–2      |
| 2004 | Jiří Vaněk             | Gilles Simon           | 7–5, 6–2         |
| 2003 | Jan Frode Andersen     | Óscar Hernández Pérez  | 2–6, 6–2, 6–2    |
| 2002 | Luis Horna             | Jürgen Melzer          | 6–4, 6–2         |
| 2001 | Germán Puentes-Alcañiz | Kristian Pless         | 6–4, 6–3         |
| 2000 | Irakli Labadze         | Daniel Elsner          | 6–4, 6–4         |
| 1999 | Ronald Agénor          | Tomáš Zíb              | 6–2, 7–6         |
| 1998 | Christian Ruud         | Jan Frode Andersen     | 6–4, 7–5         |
| 1997 | Davide Sanguinetti     | Tomas Nydahl           | 6–4, 6–2         |
| 1996 | Hicham Arazi           | Andrei Chesnokov       | 3–6, 6–2, 6–2    |
| 1995 | Christian Ruud         | Magnus Gustafsson      | 7–6, 6–4         |
| 1994 | Kris Goossens          | Dirk Dier              | 6–7, 6–3, 6–2    |
| 1993 | Mikael Pernfors        | Bart Wuyts             | 6–4, 1–6, 6–3    |
| 1992 | Martin Střelba         | Raúl Viver             | 6–1, 6–2         |
| 1991 | Marcos Aurelio Gorriz  | Dimitri Poliakov       | 6–2, 3–0 retired |
| 1990 | Jeff Tarango           | Felipe Rivera          | 6–0, 6–0         |
| 1989 | Dimitri Poliakov       | Federico Mordegan      | 6–2, 6–1         |
| 1988 | Hans-Dieter Beutel     | Richard Vogel          | 1–6, 6–3, 6–4    |
| 1987 | Patrick Baur           | Edoardo Mazza          | 6–3, 7–5         |

### Dobles
| Año  | Campeones                                         | Finalistas                                     | Resultado           |
| ---- | ------------------------------------------------- | ---------------------------------------------- | ------------------- |
| 2016 | Facundo Argüello Roberto Maytín                   | Andrej Martin Tristan-Samuel Weissborn         | 6–3, 6–4            |
| 2015 | Guillermo Durán Horacio Zeballos                  | Íñigo Cervantes Renzo Olivo                    | 6–1, 6–3            |
| 2014 | Gerard Granollers Jordi Samper Montaña            | Adrián Menéndez-Maceiras Rubén Ramírez Hidalgo | 7–6(1), 6–2         |
| 2013 | Colin Ebelthite Rameez Junaid                     | Christian Harrison Michael Venus               | 6-4, 7-5            |
| 2012 | Arnau Brugués-Davi João Sousa                     | Rameez Junaid Purav Raja                       | 7–5, 6–7(4), [11–9] |
| 2011 | Rameez Junaid Frank Moser                         | Jorge Aguilar Júlio César Campozano            | 6–2, 6–7(2), [10–6] |
| 2010 | Dustin Brown Rameez Junaid                        | Martin Emmrich Joseph Sirianni                 | 6–3, 6–1            |
| 2009 | Rubén Ramírez Hidalgo Santiago Ventura            | Simon Greul Alessandro Motti                   | 4–6, 6–1, 10–6      |
| 2008 | Philipp Marx Alexander Peya                       | Daniel Köllerer Frank Moser                    | 6–3, 6–3            |
| 2007 | Bruno Echagaray André Ghem                        | Fabio Fognini Frederico Gil                    | 7–6(1), 4–6, 13–11  |
| 2006 | Vasilis Mazarakis Felipe Parada                   | Philipp Marx Torsten Popp                      | 6–3, 6–2            |
| 2005 | Amir Hadad Harel Levy                             | Jan Frode Andersen Johan Landsberg             | 6–1, 6–2            |
| 2004 | Adrián García Janko Tipsarević                    | Simon Aspelin Graydon Oliver                   | 6–4, 6–4            |
| 2003 | Denis Gremelmayr Simon Greul                      | Tomas Behrend Karsten Braasch                  | 6–3, 1–6, 7–6(5)    |
| 2002 | Salvador Navarro-Gutierrez Gabriel Trujillo-Soler | Vadim Kutsenko Oleg Ogorodov                   | 6–2, 6–4            |
| 2001 | Hugo Armando Andrei Stoliarov                     | Vadim Kutsenko Oleg Ogorodov                   | 6–0, 6–0            |
| 2000 | Eduardo Nicolás-Espín Germán Puentes-Alcañiz      | Devin Bowen Brandon Coupe                      | 6–4, 6–2            |
| 1999 | Nebojša Đorđević Marcos Ondruska                  | Diego del Río Martín Rodríguez                 | 4–6, 6–3, 6–4       |
| 1998 | Álex López Morón Albert Portas                    | Juan-Ignacio Carrasco Martín Rodríguez         | 6–4, 6–4            |
| 1997 | Brandon Coupe Paul Rosner                         | Martin Sinner Joost Winnink                    | 7–5, 6–3            |
| 1996 | Joshua Eagle Tom Kempers                          | Aleksandar Kitinov Gábor Köves                 | 6–4, 6–7, 6–4       |
| 1995 | Andrew Kratzmann Brent Larkham                    | Ken Flach Kent Kinnear                         | 6–4, 6–7, 7–6       |
| 1994 | Vojtech Flegl Andrew Florent                      | Gastón Etlis Cristian Miniussi                 | 7–6, 6–1            |
| 1993 | Nils Holm Lars-Anders Wahlgren                    | Ģirts Dzelde Vladimer Gabrichidze              | walkover            |
| 1992 | Rudiger Haas Udo Riglewski                        | Brian Joelson Bertrand Madsen                  | 6–1, 6–3            |
| 1991 | Marcos Aurelio Gorriz Maurice Ruah                | Jamie Morgan Sandon Stolle                     | 6–2, 6–4            |
| 1990 | Peter Ballauff Ricki Osterthun                    | Marcos-Aurelio Gorriz-Bonhora Andrei Olhovskiy | 7–6, 4–6, 6–3       |
| 1989 | Vladimer Gabrichidze Dimitri Poliakov             | Cristiano Caratti Federico Mordegan            | 6–4, 6–7, 6–4       |
| 1988 | Michael Stich Martin Sinner                       | Wojciech Kowalski Adrian Marcu                 | 4–6, 6–3, 7–6       |
| 1987 | Nick Fulwood Cyril Suk                            | Axel Hornung Karsten Saniter                   | 4–6, 6–3, 6–2       |